# Jimmie Wilson
Jimmie Wilson – amerykański piosenkarz, autor piosenek i aktor.
Reprezentant San Marino w 62. Konkursie Piosenki Eurowizji (2017).

## Rodzina i edukacja
Urodził się i dorastał w Detroit w stanie Michigan wraz z 13 starszego rodzeństwa. Mieszkał także w Berlinie, jednym z miast we Włoszech i w Londynie, po czym zamieszkał we Frankfurcie.
Studiował aktorstwo w Hollywood.

## Kariera muzyczna

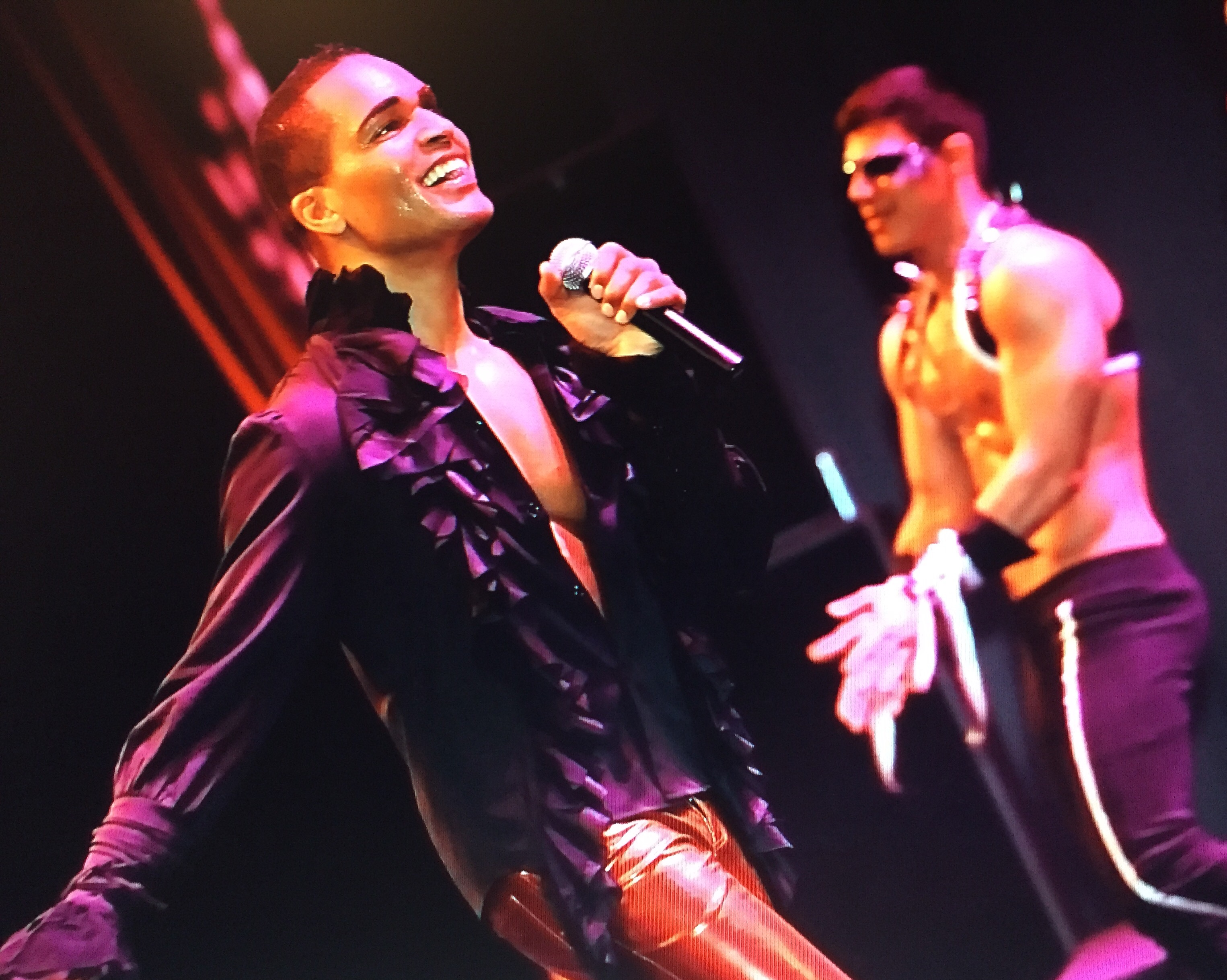
Wilson (2015)

Grał w musicalu Sisterella wyprodukowanym przez Michaela Jacksona. Po przeprowadzce do Niemiec otrzymał wcielił się w prezydenta USA Baracka Obamy w musicalu Hope! – Das Obama Musical. W 2012 i 2015 został półfinalistą trzeciej edycji konkursu talentów Polsatu Must Be the Music. Tylko muzyka. W 2014 nagrał utwór „Summer Time” z Burakiem Yeterem.
W maju 2017, reprezentując San Marino z utworem „Spirit of the Night” (nagranym w duecie z Valentiną Monettą), zajął ostatnie, 18. miejsce w półfinale 62. Konkursu Piosenki Eurowizji w Kijowie. W tym samym miesiącu wydał swój debiutancki album studyjny pt. So Damn Beautiful. We wrześniu 2021 wydał singiel, który zaśpiewał jako gość muzyczny w jednym z odcinków programu śniadaniowego Dzień dobry TVN. W maju 2024 wystąpił jako gość muzyczny w finale 14. edycji programu rozrywkowego Dancing with the Stars. Taniec z gwiazdami.

## Dyskografia
Albumy studyjne
- So Damn Beautiful (2017)